# Amon Düül
Amon Düül (с нем. — «А́мон Дю́ль») — немецкая краут-рок-группа из Мюнхена, образовавшаяся в ходе студенческого движения Германии конца 1960-х годов, и в некотором роде существующая по сей день. Существовало несколько проектов Amon Düül с общими истоками, самым успешным и широко известным из которых однозначно является Amon Düül II (иногда его называют просто Amon Düül без II, но это неверно) — этот коллектив считается одним из важнейших основоположников-представителей краут-рока.

## Истоки
В 1967 году в Херршинге (Herrsching) около Мюнхена была основана творческая коммуна, названная Amon Düül по имени египетского бога солнца Амона и якобы турецкого слова «луна» (согласно другим источникам, Düül — имя персонажа в турецкой литературе). По словам одного из основателей группы Йона Вайнцирля, слово является видоизменённым dyyl, придуманным некой канадской группой. В интервью с группой, распространявшемся как приложение к альбому 1970 года, утверждалось, что значение слова Düül открыто для интерпретаций (по мнению участников группы, такое слово есть в турецком языке, но они не знали его значения и только предполагали, что оно означает «племя»), а вариант «dyl» является отсылкой к фамилии Боба Дилана.
Вскоре они стали известны среди политически активной молодёжи по музыкальным сессиям, хеппенингам и демонстрациям. Однако члены коммуны не сошлись во мнениях относительно музыки. Одна фракция придерживалась либеральных взглядов на творческую свободу, и принимала всех, кто хотел делать музыку, независимо от умения. Это, естественно, отражалось на качестве их музыки. Другая фракция (впоследствии — Amon Düül II) была в этом отношении консервативной и придавала большое значение умению играть и музыкальному таланту. На известном фестивале Essener Songtagen 1968 года произошёл окончательный раскол на две формации. Вместо одной группы выступило две с одинаковым названием: Amon Düül и Amon Düül II. С тех пор их дороги разошлись, а также были созданы другие проекты, название которых начиналось с «Amon Düül».

## Amon Düül I
Первая формация Amon Düül (или Amon Düül I), отделившаяся в 1968 году, была гораздо менее успешной, чем Amon Düül II. Они играли импровизированную музыку, без чётких структур, и c постоянно меняющимся составом. Некоторые участники группы были связаны с берлинской коммуной Kommune 1. В составе была одна знаменитость того времени — Уши Обермайер (Uschi Obermaier). Деятельность группы сопровождалась переменным успехом, и полностью затихла к 1973 году после выпуска четырёх официальных альбомов, записанных в основном ещё до 1970 года.

### Состав
В составе появлялись:
- Райнер Бауер (гитара, вокал);
- Ульрих Леопольд (бас);
- Хельга Филанда (перкуссия, вокал);
- Кришке (ударные, клавишные);
- Уши Обермайер;
- Элеонора Романа Бауер (перкуссия, вокал);
- Ангелика Филанда (перкуссия, вокал).

## Amon Düül II
Amon Düül II уделяли много внимания музыкальности. Критики к группе относились по-разному, но их вклад в краут-рок и немецкую рок-музыку неоспорим. Они даже делали на заказ музыку к кинофильмам (так же, как и Can), и за саундтрек к фильму San Domingo получили награду Deutscher Filmpreis.
С 1970 года продюсером группы стал Олаф Кюблер (Olaf Kübler) (род. 1937), уже известный как саксофонист. Он дал группе творческую свободу, и в течение 6 лет вышло около 10 альбомов и множество официальных сборников.
Второй альбом Yeti (1970) стал прорывом за пределы Германии, несмотря на тексты на сложном немецком и сомнительном английском. В последующие несколько лет Amon Düül II постоянно были в Англии в Top 5 самых любимых групп, как на концертах, так и благодаря студийным альбомам. Melody Maker назвал их в 1972 году первой немецкой группой, сделавшей собственный вклад в международную музыкальную сцену.
Во второй половине 1970-х Amon Düül II был преимущественно студийным проектом. В 1980-х вышло меньше альбомов, чем в предыдущее десятилетие, и все они не смогли повторить бывший успех группы. В 1990-х появилась новая волна интереса к краут-року, и Amon Düül II возобновили активную деятельность. С тех пор группа регулярно выступает живьём, и в данный момент (2006—2007) работает над студийным материалом. В ноябре 2006 умер ударник Петер Леопольд.

### Состав
Основной состав самого продуктивного периода (первая половина 1970-х):
- Крис Каррер (гитара, вокал, 20 января 1947 — 2 января 2024)
- Рената Кнауп (вокал, род. 1 июля 1948)
- Йон Вайнцирль (гитара, род. 4 апреля 1949)
- Петер Леопольд (ударные, 15 августа 1945 — 8 ноября 2006)
- Лотар Майд (бас, 28 августа 1942 — 3 ноября 2015)
- Фальк Рогнер (клавишные, род 14. сентября 1943)

Прочие участники и музыканты, сотрудничавшие с группой: Ульрих Леопольд, Кристиан Бурхард, Даниель Фихельшер, Дейв Андерсон, Ютта Вайнхольд.

## Прочие формации
В 1980-х годах Йон Вайнцирль создал в Великобритании проект, который назвал Amon Düül (UK). Под этим названием было выпущено пять альбомов в период с 1982 по 1989 год.
В середине 1980-х годов на афишах группы Hawkwind появилась надпись Amon Düül III, которых обещали «на разогрев». Музыканты Amon Düül II своё участие не подтверждали. Это было скорее всего маркетинговой шуткой, так как Hawkwind в 1970-х способствовали промоушену Amon Düül II в Великобритании.

## Дискография

### Amon Düül
- 1969 — Psychedelic Underground
- 1969 — Collapsing/Singvögel Rückwärts & Co.
- 1970 — Paradieswärts Düül
- 1973 — Disaster — Lüüd Noma (двойной альбом)
- 1983 — Experimente
- 1987 — Airs on a Shoestring (сборник)

### Amon Düül II
- 1969 — Phallus Dei
- 1970 — Yeti (двойной альбом)
- 1971 — Tanz der Lemminge / Dance of the Lemmings (двойной альбом)
- 1972 — Carnival in Babylon
- 1972 Angel Dust (бутлег)
- 1973 — Wolf City
- 1973 Live in London (концертная запись)
- 1973 Utopia
- 1974 Vive La Trance
- 1974 The Classic German Rock Scene: Amon Düül 2 (сборник/ двойной альбом)
- 1975 Hijack
- 1975 Made in Germany (двойной альбом)
- 1975 Lemmingmania (сборник)
- 1976 Pyragony X
- 1977 Almost Alive
- 1978 Only Human
- 1981 Vortex
- 1981 Rock in Deutschland Vol. 1 (сборник)
- 1987 Anthology (сборник/двойной альбом)
- 1989 Milestones (сборник)
- 1992 Live in Concert (концертное выступление на BBC, 1973)
- 1993 Surrounded by the Stars / Bars
- 1994 The Greatest Hits (сборник)
- 1995 Nada Moonshine #
- 1996 Kobe (Reconstructions)
- 1996 Eternal Flashback
- 1996 Live in Tokyo (концертная запись)
- 1997 The Best of 1969—1974 (сборник)
- 1997 Flawless
- 1997 Drei Jahrzehnte (1968—1998) (сборник)
- 2000 Manana (сборник раритетов)

### Amon Düül (UK)
- 1981 Hawk Meets Penguin
- 1984 Meeting with Men Machines, Unremarkable Heroes of the Past
- 1988 Die Lösung (совместно с Робертом Калвертом)
- 1989 Fool Moon

## Фильмография
- Поездка в Никласхаузен (1970) – в фильме показан фрагмент джем-сейшена Amon Düül II; среди прочих слушателей на выступлении присутствуют режиссер и актеры фильма.